# Despejado (álbum)
''Despejado'' es el segundo álbum de estudio del compositor, cantante y guitarrista español Pablo Martin, en el año 2017. Este segundo trabajo en solitario ha sido producido, grabado y mezclado por Candy Caramelo.

## Recepción y Crítica
Gabriel Miralles, en la versión digital de la revista musical 'Ruta 66' lo califica como un disco "sin complejos" y lo describe como "una colección de canciones que van desde el country al rock’n’roll directo".
En la sección de discos del diario digital "El Boletín" lo definen como un disco "más maduro y consistente" en la carrera profesional de Pablo Martín, con "Aroma de american music, que enraizada con la tradición del rock español".

## Diseño de Portada
La fotografía y arte del álbum es de la fotógrafa madrileña Sandra Torralba.  El diseño gráfico del mismo es de Produccciones y Ediciones Colorado.

## Lista de temas
| N.º | Título                    | Escritor(es)                           | Duración |  |
| 1.  | «A todas las unidades»    | Pablo Martín                           | 3:32     |  |
| 2.  | «Esperando a que vuelvas» | Pablo Martín                           | 3:33     |  |
| 3.  | «Más velocidad»           | Pablo Martín                           | 4:03     |  |
| 4.  | «La dirección del viento» | Pablo Martín                           | 3:53     |  |
| 5.  | «Escurridizo»             | Pablo Martín                           | 3:34     |  |
| 6.  | «Hermano mayor»           | Kelly Lovelace/Brad Paisley/Lee Miller | 4:05     |  |
| 7.  | «The world (El mundo)»    | Pablo Martín                           | 3:35     |  |
| 8.  | «La distancia»            | Pablo Martín                           | 3:40     |  |
| 9.  | «Vieja canción»           | Pablo Martín/Susan Santos              | 3:51     |  |
| 10. | «Ya pasó lo peor»         | Pablo Martín                           | 4:13     |  |
| 11. | «No será tan cruel»       | Pablo Martín                           | 3:28     |  |

## Créditos
- Pablo Martín - voz, coros, guitarras acústicas, pandereta
- Candy Caramelo - bajo, guitarras eléctricas, guitarras acústicas, percusión, coros
- Tony Jurado - batería, percusión
- Julián Kanevsky - guitarras eléctricas, b-vender
- Basilio Martí - piano, teclados
- Carlos Raya - pedal steel guitar
- Diego "El Twanguero" - guitarra eléctrica (en tema 5)
- Francisco Simón - guitarra eléctrica
- Javi Arpa - guitarras eléctricas (en tema 7)